# 기후변화에 관한 정부간 협의체

기후 변화에 관한 정부간 협의체(氣候 變化에 關한 政府間 協議體, Intergovernmental Panel on Climate Change, 약칭 IPCC)은 국제 연합의 전문 기관인 세계 기상 기구(WMO)와 국제 연합 환경 계획(UNEP)에 의해 1988년 설립된 조직으로, 인간 활동에 대한 기후 변화의 위험을 평가하는 것이 임무이다. IPCC는 연구를 수행하거나 기상 관측을 하는 조직은 아니다. 기후 변화에 관한 국제 연합 기본 협약(UNFCCC)의 실행에 관한 보고서를 발행하는 것이 주 임무이다.
이 패널은 미국의 앨 고어 전 부통령과 함께 2007년 노벨 평화상 수상자로 선정되었다.
IPCC는 독자적인 연구를 추진하지 않으며 기후변화를 감시하거나 관련 현상으로 야기되는 문제 자체에 대해서는 발표하지 않는다. IPCC의 주된 활동은 UNFCCC에 관련된 의제의 실행 여부에 대한 주제 보고서를 작성하고 출판하는 데 있다. UNFCCC는 중대한 기후 변화가 일으킬 수 있는 가능성에 대한 인정하는 내용을 담은 국제협약이며 그 구체화가 교토의정서이다. IPCC는 저작물에 대한 검증을 관련 분야종사자에게 맡기고 있으며 과학적인 근거를 확인한다. 가입국은 WMO와 UNEP 회원국에 한정한다.
실제로 IPCC가 발표하는 보고서는 기후변화 논쟁 및 공식 토론에서도 널리 쓰이고 있다. 각국 및 국제사회의 기후변화에 대한 관심도가 높아짐에 따라 전반적으로 국제연합의 기후협력패널에 대해서는 상당히 설득력이 있는 것으로 받아들여지고 있기도 하다.
부의장이었던 이회성이 2015년 10월에 의장으로 당선됨으로써 첫 한국인 의장이 되었다.

## 목표
IPCC 운영에 대한 원칙은 관련 WMO 위원회와 UNEP 위원회의 규약과 결정에 따르며 유엔기후변화협약사무국의 지지를 받아 만들어진 것이다.

## IPCC 평가보고서
1990년 처음으로 발간된 IPCC 평가보고서는 2년 뒤에 보완됐으며 두 번째 보고서(SAR)는 1995년에, 이어 2001, 2007년까지 4번의 보완을 거쳤다. 각 평가보고서는 세권으로 구성돼 있으며 실무대책반(Working Group) I, II, II로 구성돼 있다. 특정한 견해를 담지 않은 Ⅰ 부분에는 기후변화에 대한 기초적인 상식을 다루었다.

### IPCC 초대 평가보고서: 1990
1990년에 선보인 초대 평가보고서는 UNFCCC의 초석으로 여겨진다. 정책자를 대상으로한 실무자그룹 Ⅰ의 주요 요약본은 인간의 활동이 야기하는 대기가스를 비롯한 오염물 배출이 점차적으로 온실효과를 일으키는 대기 분포를 증가시켜 지구 표면의 온도가 더 올라가는 데 영향을 끼치고 있다는 데 이의가 없다는 점을 분명히 했다. 이산화탄소가 온실효과에 미치는 영향이 다른 요인과 비교할 경우 절반 이상을 차지한다는 결과에 대해서도 확신을 내비쳤으며 현재의 경제 활동이 지금의 수준으로 지속될 경우 21세기 동안 온도는 10년 단위로 섭씨 0.3도씩 증가할 것으로 예측했다. 이는 예측 가능한 기후 변화 모델과도 부합하며 자연적으로 일어날 수 있는 기후변화의 다양성에 대해서도 일관적으로 적용할 경우를 고려한 것이다. 온실효과가 급속도로 증강해 예측할 수 없을 수준의 불균등한 변화가 일어날 경우는 10년 혹은 그 이상의 기간 내에서는 일어나지 않을 것으로 판단했다.

### IPCC Supplementary Report: 1992
1992년 보완돼 출간된 보고서는 1992년 리오데자네이로에서 열린 유엔환경개발회의에 대한 기후변화협약 협의에 대해 추가적인 내용을 보태는 한편 이에 대해 요구하는 사안에 대해 밝혔다.
보고서는 주요 결론으로 1990년 이후 진행한 연구가 세계인이 지각하는 온실효과에 대한 근본적인 이해를 증진하지 못했으며 확인하기 어려웠고 IPCC의 과학적 평가에 대한 주요 의제 변화를 정당화하지도 못했다고 적었다. 시간이 걸리는 과정이고 첫 번째 평가보고서에서 예비의 과정을 시험해보았다고 가정한다면 꽤 진전됐지만 실질적으로 오존층이나 스프레이 사용에 대한 인식 극복에는 영향을 주지 못했음을 시인했다.

### IPCC 제2차 평가보고서: 1995
기후변화 1995(Climate Change 1995) 또는 IPCC 제2차 평가보고서(the IPCC Second Assessment Report;SAR)는 1996년에 완성됐으며 네 부분으로 분류된다.
- UNFCCC 2항에 대한 해석과 종합적 이해 돕기
- 기후변화에 관련된 과학 (WG I)
- 기후변화에 따른 영향과 적응 그리고 완화를 위한 대책 (WG II)
- 경제사회적 측면에서 바라본 기후변화 (WG III)

처음 부분을 제외한 세 부분은 각기 다른 실무자가 참여하였으며 각기 정책참고요약(SPM)을 담고 있어 각국 대표단의 이해와 합의점을대변하고 있다. WGⅠ의 SPM은 다음을 포함한다.
1. 온실가스 집적 정도의 증가가 두드러질 전망이다.
2. 인위적 에어로졸이 방사성 물질을 방출해 악영향을 끼칠 우려가 존재한다.
3. 지난 세기 동안의 기후 변화(대기 온도는 0.3~0.6 °C 상승; 측정치는 1990년 이후 극명한 변화 없음).
4. 여러 증거의 정황은 지구 기후에 인류가 끼치는 결정적인 영향이 있음을 시사한다. 1990년 보고서 이후로 자연적인 영향과 인위적인 영향을 분석한 결과로서 에어로졸 사용과 유형별 분석에 따른 것이다.
5. 기후변화는 시간이 지남에 따라 지속적으로 일어날 것으로 보인다.(시뮬레이션에 대한 실제적 영향에 대한 확신을 높이는 역할;불확실한 이유도 분명히 존재하지만 일련의 모형 검사를 통해 설명 기후변화에 대한 설명 가능)
6. 미래 방출량과 지리생물학적인 순환 모형, 측정 지수, 평가 척도의 다양성, 관련 학문에 대한 예측 불확실성에 대한 사안이 여전히 존재한다.

### 통계 수치에 대한 논쟁
제2차 평가보고서(SAR)은 인간의 삶에 대해 경제적인 가치를 측정함에 있어 논쟁의 대상에 올랐다. 환경경제학의 관점에서 볼 때 위험 관리에 대한 비용을 지불할 용의가 있다는 가정 하에 기후 변화가 미치는 영향에 대하 평가하는 것은 관행이다. 이런 측정법의 이점은 기후변화가 건강에 미칠 수 있는 위해성이 다른 종류의 위험과도 동등하게 다뤄질 수 있다는 데 있다. 일부에서는 기후변화가 인간의 수명과 같은 극도로 추상적인 개념에 대해 산정하는 행위 자체가 실질적으로 어려운 것이 아니냐는 지적을 하기도 한다. 일례로 위험 감소에 대한 측면에서 산정한다면 삶의 질 자체가 선진국에서 훨씬 높아야 한다.
통계자료는 제2차 보고서(SAR)에서 공개됐으나 SPM에 대한 논쟁이 붉어졌다. SPM은 정부 대표단과 IPCC 전문가에게 제공된다. 각국 정부는 비용효율에 기초한 산정 방식에 불만족스러운 반응을 표출했으며 IPCC 소집위원인 데이빗 피어스는 보고서의 내용과 관련된 문제에 대해 예측했다.
보고서에서 관련된 사안을 다룬 장은 각기 다른 나라에서 실제적인 학문에 기초해 생명가치를 매긴 것이다. 그런데 6장에 제시된 실제적인 값을 사용한 것과 공통된 전지구적 평균을 사용했는가는 결과에 전혀 영향을 끼치지 못하고 있다. 6장의 편집자들은 적용하지 못한 것은 그리고 여전히 수용하지 못하고 있는 바는 신흥참가국들이 원하는 값, 즉 최대 한도치로 지불할 수 있는 수치이다.
여러 보고서 작성에 참가한 주요 저자인 마이클 그럽은 많은 사람들이 정부가 옳다고 생각하는데 미터법을 사용한 계산법은 특정 정부가 무역수지 균형(Trade Off)을 여러 내부적 계획 가운데 이뤄갔을 상황에서는 옳다. 그러나 같은 논지가 국제 무역 사회에서는 이뤄질 수 없으며 특정 국가가 다른 나라에 미치는 악영향을 고려하면 더욱 그렇다고 말했다. 그는 이어 거대한 오염물질 방출에 의해 사망한 사람들이 개인의 국적에 따라 왜 가치가 달리 평가되어야 하는지 근본적인 의문을 제기했다.

### IPCC 제3차 평가보고서: 기후보고서 2001
제3차 평가보고서(통상 약칭은 TAR)은 4개로 구성된다.
- 제1실무그룹 보고서 (WGI) - 기후변화과학[20]
- 제2실무그룹 보고서 (WGII) - 영향, 적응 및 취약성[21]
- 제3실무그룹 보고서 (WGIII) - 기후변화 완화[22]
- 종합적 견해[23]

정책참고요약(SPM)에서 발췌한 주요 문장은 다음과 같다.
1. 관찰되고 있는 현상을 종합하면 온난화가 진행되고 있는 지구의 그림이 나오는데 기후 체계에 다른 변화도 관찰된다.(전 지구의 평균 표면 온도는 20세기 0.6도 상승했으며 가장 낮은 대기 공간 8km 이내에서 지난 40년간 상승해 눈과 빙하로 이뤄진 지형의 비율은 줄어들었다.
2. 온실가스와 에어로졸의 배출은 기후에 영향을 끼칠 것으로 추측되는 방향으로 이끌었다. 인위적인 에어로졸은 오래 효과가 있지도 않으며 악영향을 끼치는 물질을 배출한다;반대로 자연적인 요소는 지난 1세기 동안 방사성 물질을 분사하는 데 거의 영향을 끼치지 않았다.
3. 미래의 기후를 예측하려는 모형에 대한 신뢰성이 높아졌다. 각기의 모형에 물리적으로 가해질 기후변화의 복잡성은 세부적인 측정치에 대한 피드백을 하도록 했으며 지역적 특성을 고려하도록 했다. 특정 모형의 경우 모든 기후의 측면을 고려하지 못하기도 하는데 예를 들어 1979년 이후 지표면 근처의 대기권에 나타는 온도차를 완벽히 설명하지 못했다. 특히 구름과 방사물질, 에어로졸 간에 일어나는 상호작용에 대해서는 그 과정이 불확실했다. 그럼에도 각 기후 변화예측 모델에 대한 예측은 우주 과학과 시간적 측면에서 예증한 덕분에 우려를 불식했다.[25]
4. 과거 50년간 일어난 온난화 관측기록 중 대부분이 인간 활동에 대한 것이라고 증명할 수 있는 더 강하고 새로운 증거가 나타났다.
5. 21세기에 걸쳐 인간의 영향은 지속적으로 대기 구성 성분을 바꿀 가능성이 높다.
6. 지구 평균 기온과 해수면은 IPCC 배출 시나리오에 관한 특별보고서에 따라 판단한 결과 상승할 것으로 예상된다.

TAR이 예측한 기후민감도는 1.5~4.5 °C이다. 평균 표면 온도는 1.4~5.8℃ 오를 것으로 예측돼 1990~2100년 동안 큰 폭의 상승이 예측된다. 해수면은 같은 기간 0.1~0.9m 상승할 것으로 보았다. 폭이 넓은 예측치는 특별보고서의 자료에 기초한 것으로 미래의 이산화탄소 비율을 수준별로 달리 가정해 산출한 것이다. 각 시나리오는 조건에 관련해서 나타날 상황에 대해 분석한 것이다. 가장 긍정적인 결과는 이산화탄소 감축에 공격적인 전지구적 캠페인을 했을 때의 것이나 가장 부정적인 것은 현재 상황이 유지됐을 경우이다. 다른 경우는 양자 사이의 결과에 머물렀다.
IPCC는 가장 신뢰도가 높으며 이용가능성이 있는 예측치를 사용하며 보고서는 과학적 검증을 거치며 더 나은 예측 모형과 일부 기후 현상에 대한 심층적인 이해와 불확실성을 보태어 해석해야 될 필요성에 대해 인정하고 있다.
전문가들은 기후변화를 일으키는 온실가스의 실제적인 중대함을 결정하기에는 자료 자체가 불충분하다고 주장하기도 한다.
온실가스에 대해 기후가 민감한 반응을 보인다는 사실이 과도하게 혹은 저평가돼있다는 지적은 예측 모델에 나타낸 결함이나 외부 요인이 잘못 산정됐다는 이유로 지적된다.

#### 경제성장 예측치에 대한 논쟁
캐슬과 헨더슨은 IPCC가 특별보고서에서 GDP 측정치를 시장환율을 사용해 단일 통화로 규정하고 변형해 예측했는데 이는 적절치 않다고 보았다. 구매력 평가를 변형해서 평가하면 고수입 추정치 중 포기되는 부분이 나타날 수 있고 만약 환율이 올라가면 소득 격차를 평준화한 상태에서 산정했을 경우 성장률이 더 높아지기 때문이다. 즉, 성장률 증대라는 가정을 깔게 되면 더 많은 오염물질 방출을 일으킬 것이라는 일종의 편견을 야기할 수 있다는 점을 지적한 것이다. 네보이샤 나키세노비치(Nebojsa Nakicenovic) 교수는 비판에 대해 내부적으로 산정법을 일관적으로 적용하면 방출량 예상치는 특정 지수에 영향을 받지 않는다고 반박했다.

#### 물리적 모형에 관련한 논쟁
MIT 공대의 교수인 리처드 린젠은 SPM 문서자료에 대해 미상원 산업과학기술위원회 앞에서 부정적인 견해를 밝혔다. 7장을 예로 들면서 물리적인 과정상의 오류가 상당히 많이 발견됐는데 구름과 수분 증발이 포함된다고 말했다. 7장은 단 한 문장으로 요약됐다. "수분 증발, 해빙 역학, 대양의 열역학을 포함해 기후변화에 수반되는 과정과 통합적 이해도가 높아졌다."
WG Ⅰ 보고서의 전 의장이었던 존 휴튼 경은 린젠의 비판에 대해 이전에 보고서에 만족감을 말했던 린젠이 SPM이 충실하게 장 전체의 내용을 반영하지 못했다고 해서 그의 견해를 너무 과대하게 피력한 것 같다면서 그러한 발언을 할 만한 내색을 전혀 보인 적이 없었다고 말했다. 존 경은 이어서 정책교범은 정부간 회의에서 100 여 개국 출신의 200명 이상 대표단이 사전에 협의를 거쳐 나오며 과학적 근거에 기초한 며칠간의 토론에 따른 것이라고 밝혔다. 이 때 정치적인 발언은 허용되지 않으며 토론의 역할은 기안자 스스로 정확성과 명확성, 요약본과 실제의 연관성, 앞뒤의 장과 서로 일관적인 주장을 보이고 있는지를 확인하도록 독려하기 위함이다.

### IPCC 제4차 평가보고서: 기후변화 2007
제4차 평가보고서(AR4)는 2007년 초기 완성됐으며 다른 초기 보고서와 마찬가지로 4장으로 분류돼 있으며 3장은 실무대책자가 작성한 것이다.
WG I은 “물리학으로 본 기후변화에 대한 기초적 이해”이며 SPM은 2월 2일 초안이 나온 뒤 2월 5일에 개정했다. 2일에 기자회견을 갖기도 했으며 최종안은 3월에 확정됐다. SPM에 명시된 주요 결론은
- 기후 온난화는 분명하다..
- 전지구적으로 온도가 오르는 현상이 관찰되고 있으며 20세기 중반 이후의 이와 같은 현상은 인류가 배출한 온실가스 집적에 따른 것이다..
- 온실가스 배출의 심화도가 안정적으로 변화된다고 해도 해수면 상승과 온난화는 계속될 것이다. 다만 온도와 해수면 상승 정도는 화석연료 사용 강도에 따라 편차가 달리 나타날 수 있다.
- 기후변화 자체로 온난화가 일어날 가능성은 5% 미만이다.
- 전 세계의 온도는 1.1~6.4℃가량 상승할 수 있으며
  - 해수면은 18~59m 범위 내에서 상승할 것으로 보인다.
  - 온난한 날씨가 더 오래 지속될 것이며 열풍, 태풍이 더 자주 일어날 것으로 보이며 신뢰도 90%이상이다.
  - 열대성 사이클론과 사리 때의 높은 파도, 가뭄이 증가할 가능성은 66% 이상이다.
- 과거와 미래 배출된 인위적인 이산화탄소는 1천년 이상 온난화와 해수면 상승에 영향을 줄 것이다.
- 65만 년간 배출한 해당 기체의 양보다 1750년 이후 이산화탄소와 메탄, 이산화질소 배출량이 많다.

1장 보고서의 개괄적인 내용과 집필자의 목록(2005년 3월 10일 기재)은 SPM의 출판 이전에 완료됐다.
2장의 정책참고요약본은 2007년 4월 6일 공개됐으며 3장과 4장(SYR:Synthesis Report)의 SPM은 각각 5월 4일과 11월 17일 발표됐다.

### IPCC 제5차 평가보고서: 기후변화 2014
IPCC는 제5차 평가보고서(AR5) 작성을 전반적으로 검토하고 있다. 과거의 경우와 마찬가지로 IPCC 보고서의 모든 사용자와 관련 분야의 전문가 의견을 토대로 기후변화를 아우르는 과정에 대해서 살필 것이다. 첫걸음으로 전문가와 정부, 단체가 평가에 대해 서면으로 제출해주도록 했다. 이사회에서 검토한 뒤 전문가들이 2009년 7월 13-17일 윤곽에 대해 검토했으며 2009년 10월 26-29일 발리에서 열린 기후변화협약 31차 총회에 제출됐다.

### IPCC 제6차 평가보고서
IPCC는 2021~22년에 제6차 평가보고서 발간을 진행하고 있다. 제6차 평가보고서는 세 부분으로 나뉜다.
- 제1실무그룹 보고서 (WGI) - 기후변화과학
- 제2실무그룹 보고서 (WGII) - 영향, 적응 및 취약성[41]
- 제3실무그룹 보고서 (WGIII) - 기후변화 완화

2022년 2월, IPCC 제55차 총회 및 제12차 제2실무그룹 회의에서 승인된 보고서에 따르면 기온변화와 강수량 변동에 따른 식량·물 안보 위기가 우려되고, 해안도시 주변의 홍수 위험, 기후위기로 영향 받는 지역의 정신건강에 대한 악영향을 우려했으며, 기후변화를 완화하고 기후탄력적 개발에 나설 것을 권고했다.

### IPCC 방법론 보고서
National Greenhouse Gas Inventory Program (IPCC-NGGIP)는 온실가스 방출량에 대한 산정을 위한 방법론에 대해 연구한다. IPCC-NGGIP는 1991년 이후로 WG Ⅰ에 참여하면서 OECD와 IEA의 긴밀합 협력 관계를 이루며 조사에 나서고 있다.
IPCC-NGGIP의 목적은
- 국제적으로 동조를 구할 수 있는 방법론과 계산법을 위한 소프트웨어를 개발하고 정리하여국가별 방출량과 수정치를 계산할 수 있도록 한다.
- IPCC 회원국에게 해당 방법론을 널리 사용하도록 격려하여 UNFCCC 회원국에게도 해당 사안을 통지한다.

## 저작물

### 보고서 범위와 준비
IPCC 보고서는 동료평가에 대한 개요서와 출판된 과학이다. 각각의 IPCC 보고서는 과거 보고서보다 과학적으로 개선된 부분과 개진이 필요한 부분에 대한 메모f적도록 하고 있다.
비평 과정에는 대개 세 단계가 있다.
- 전문가 비평 (6–8주 소요)
- 정부/전문가 견해
- 정부 견해
  - SPM(정책참고요약)
  - 개요
  - 종합보고서

비평 내용은 최소 5년간 파일 기록소에 보관돼 공개된다.
- 승인: 내용물이 세부적으로 설명돼 있으며 각 줄마다 토론을 거쳐 동의에 이르렀다고 판단될 경우
  - 정책참고요약(SPM)은 각 실무자 그룹에서 “승인”한다.
  - 정책자를 위한 종합보고서 요약은 패널이 “승인”한다.
- 채택: 단락의 내용에 지지(각각의 줄까지는 아님)
  - 패널은 방법론 보고서에 대한 개괄 보고서를 “채택”한다.
  - 패널은 종합평가보고서를 “채택”한다.
- 수용: 토론과 동의를 모든 글귀에 얻은 것은 아니나 포괄적이고 객관적이며 균형에 잡힌 주제 서술을 할 시
  - 실무자(Working Groups)는 스스로의 보고서를 수용한다.
  - 대책 보고서는 패널이 수용여부를 결정한다.
  - 정책참고요약(SPM)은 각 실무자 승인 후 패널이 승인한다.

패널은 IPCC의 역할에 책임을 지는 것이며 보고서에 대한 지지는 IPCC의 기준에 부합함을 인정해주는 절차이다. 패널의 승인 절차는 보고서를 직접 작성한 전문가들의 산물을 단지 바꿔주는 것에 불과하다는 점에서 비판의 대상이 된다. 그러나 승인 절차에 요구된 부분을 수정된 이후에 다시 지지를 요구하는 절차상에 있어서도 논란의 소지가 있다.

### 집필자
각 장은 주제에 따라 편집과 집필을 담당하는 여러 작업자의 손길을 거친다. 보통 1장에 수석보좌관 2명이 있고 10~15명의 주요 저자와 기여작가의 숫자는 대개 그 이상이다. 수석보좌관은 다른 작가의 기여를 종합하고 요구 사항에 맞게 포맷을 구성하고 보고서를 꾸리며 실무자대표 의장에게 보고한다. 주요 저자는 한 장의 각 부분을 서술하는 역할을 하며 기여 작가는 주요 저자가 필요로 하는 데이터와 그래프, 텍스트를 준비한다.
IPCC 보고서 저자는 각 정부, 참여단체와 실무자/대책회의 이사회, 타 전문가 등을 포괄하는 선에서 발탁하며 이전의 저작물과 연구 성과를 참조한다. 보좌관과 주요 저자의 구성은 맡은 주제의 목적과 견해와 전문석, 지리적 특수성을 고려해 분배되며 선진국과 개도국 출신의 과학자가 서로 교류해 대화하면서 좀 더 적법한 연구보고서가 될 수 있도록 한다.

## 노벨평화상
2007년 12월 IPCC는 노벨평화상을 수상했다. 이유는 인간이 야기한 기후변화에 대한 상당한 지적 연구를 증진했으며 상호협력해야 할 필요성이 있는 사안에 대해 조치를 취할 수 있는 기틀을 마련했다는 것이었다. 전 미국 부통령인 앨 고어가 공동으로 수상했다. 노벨위원회는 기후변화가 인간의 활동에 의한 것이며 앞으로 심각한 문제를 야기할 것임을 강조하면서 “1980년대 지구 온난화는 단순히 흥미 있는 가설이었으나 90년대에는 IPCC의 활동 등에 힘입어 더 확실한 증거를 얻었고, 최근 수년 동안 온난화가 인간의 활동에 의한 것이라는 사실이 더욱 확실해졌다”고 밝혔다.
수상선정에 대해 당시 노벨위원회 선정위원장이던 올레 단볼트 비에스는 "앨 고어 전 부통령은 기후 변화 문제의 심각성을 전 세계에 확산시키고 대책을 마련하는 초석을 다졌습니다."라 평했다.

## 비판
여러 비판여론이 일고 있는 가운데 지구 온도에 대한 특수성과 로비 활동에 관한 내용이 주를 이룬다.

#### 히말라야 빙하융해 속도 예측
2007년 발표한 WGII 보고서("영향, 적용, 취약성;Impacts, Adaptation and Vulnerability") 10장에는 히말라야 빙하가 2035년에 이르면 사라질 것이라는 예측치를 내놓았다. 해당 문구는 "히말라야 빙하가 세계 어느 지역보다 그 소실 속도가 빠르며 현재 속도가 지속될 경우 2035년께 사라질 가능성이 상당히 높은데 현재와 같은 기온상승이 계속될 경우에 한한다. 전체 면적의 50만~100만 평방킬로미터가 사라질 것이다."라 적고 있다. 그러나 SPM에는 이 문장이 명시되지 않았다. IPCC는 예측에 있어 숫자가 잘못 적힌 것임을 시인했으나 요약본에 적은 최종결론에는 이상이 없다고 선을 그으면서 "해당 분야에 있어 잘 고안된 IPCC 검증 체계의 잘못된 적용"이 후회스럽다는 입장을 밝혔다.

### 왓슨 케이스
전 IPCC 의장이 로버트 왓슨은 "제작 과정의 방향에서 나타났던 실수가 상당부분 사라질 것으로 보았지만 현상이 과대서술되면서 현상이 더 심화됐다며 우려할 부분이라 말했다. 이는 IPCC가 실수가 일어난 이유와 내부 결함요인을 스스로 파악해야 하는 이유이다. IPCC WGII의 공동의장이었던 마틴 패리는 히말라야 빙하 연구에 대한 불미스러운 실수가 물증 없는 불신을 야기하고 있으며 이미 IPCC 측에서도 발견하지 못했던 실수와 추가적인 계산 실수에 대해 조사했다고 일축했다.

### IPCC 보고서의 보수성
일부 평론가 집단에서는 IPCC 보고서가 위험 상황을 과소 평가하거나 미소하게 다루었으며 "가장 쉽고 기본적인 지표"에 대한 자료만을 인용한다고 지적한다.
2007년 2월 1일 IPCC의 기후 관련 주요보고서 출간 하루 전 공개된 연구결과는 온도와 해수면이 2001년 이전에 발표한 IPCC 보고서 예측율보다 더 높이 상승했다고 암시했다. 연구는 2001년 IPCC 보고서의 해수면과 온도 상승 관련 내용과 관찰 내용을 비교했다. 6년 동안 연구한 결과 실제적인 온도상승은 2001년 예측치 범위에서 최상층에 해당할 만큼 높이 올랐으며 실제로 오른 해수면 높이 또한 IPCC가 발표한 최고 예측치를 웃돌았다.
IPCC가 발표한 과거 자료를 통해 연구 결과를 돌아본 바로는 실상 과장했기 보다는 환경 문제의 진행 상황에 대해 과소 평가한 경우가 많다. 이는 아마도 부분적으로는 기후에 대한 인간의 인지력이 넓어졌다고 맹신한 탓이기도 하다. IPCC가 발표한 시나리오에 연구자들의 연구결과를 적용했을 때 2100년 해수면 높이가 1990년 기준보다 50-140m 높아질 것으로 보았다. 이 측정치는 IPCC가 3차 보고서에서 발표한 9-88m보다 훨씬 높은 수치이다.
IPCC가 2007년 1월 발표한 자료가 해수면 높이를 비롯한 특정 위험요소에 대해 간과한 측면이 있다는 과학자들의 비판에 대해 AP는 포츠담 대학교 물리해양학 교수 스테판 람스토프의 말을 인용했다.
"어떤 면에서 IPCC가 상당히 보수적인 입장을 취해 기후 변화 위협에 대해 과하게 서술하지 않고 있다는 점은 강점이기도 합니다"
《Hell and High Water: Global Warming》(2006)의 저자이자 에너지 전문가인 조셉 롬은 폭스 방송 인터뷰에 IPCC 4번째 보고서가 이미 낡은 내용이며 최근의 관측 요소를 간과한 측면이 있는데 일례로 녹고 있는 툰드라 빙하지대의 상황이 포함된다고 지적했다.
IPCC가 정치적으로 끼치는 영향은 엑손모빌이 부시 행정부에 건넨 메모가 공개되면서도 문서로 확인됐다. 엑손모빌은 정치적 행보가 IPCC의 리더십에 미칠 영향에 대해서도 썼으며 미 행정부의 강력한 로비 활동을 촉발시켰다. 이 결과로 의장을 맡고 있던 미국 과학자 로버트 왓슨이 직에서 물러났다. 미국의 입장에서 차기 주자로 임명된 인도 출신의 과학자 파추아리는 훨씬 온건했으며 환경주의자의 측면에서도 한 발 물러나 있는 것으로 보였다.